# Cascada Powerscourt
Cascada Powerscourt (în irlandeză Eas Chúirt an Phaoraigh) este o cascadă pe Râul Dragle, în apropierea localității Enniskerry, Comitatul Wicklow, din Irlanda.

## Scurtă descriere
Apele râului Dragle cad într-o vale, de la o înălțime de 121 de metri, formând astfel cea mai înaltă cascadă de pe insulă.
Aceasta este situată într-unul dintre cele mai frumoase parcuri din Irlanda, la poalele Munților Wicklow.
Aleea parcului, care conduce de la poartă spre cascadă, șerpuiește  printre specii de fag, stejar, larice și pin. Unele specii native din  California de Nord au fost plantate cu aproximativ 200 de ani în urmă. Aceste specii trăiesc 4.000 de ani și ating înălțimea de 80 de metri, astfel încât arborii sunt încă tineri.
Datorită florei, faunei și pitorescului determinat de acestea, cascada a devenit un loc ideal pentru picnic, iar vara este vizitată de zeci de mii de turiști, pe perioada iernii fiind închisă.

## Istorie
În anul 1752, în jurnalul său de călătorie, episcopul Pococke, care călătorise în jurul insulei, a dedicat o mare parte din paginile jurnalului său, descriind Valorile Irlandei, iar vizita la Powerscourt era consemnată asfel:
„Powerscourt, care aparține Domnului Powerscourt ... În parc, la două mile de casă, se află celebra cădere de apă, o cascadă ale cărei ape cad necontenit într-o groapă săpată în piatră, iar groapa este înconjurată de capetele ieșite din apă ale trunchiurilor de copaci căzuți de pe povârnișul stâncos al cascadei”.
Cascada a devenit mai cunoscută în a doua jumătate a secolului al XVIII-lea, odată cu mișcarea romantică, ai cărei simpatizanți și promotori erau în căutarea unor locuri sublime. Călătoriile în regiune ale aristocrației din Marea Britanie și din Irlanda au sporit semnificativ, iar Powerscourt și cascada sa au fost incluse în circuitul turistic european „Grand Tour of Europe”, dar proiectul a eșuat datorită Războaielor napoleoniene.
În anul 1781 Edward Lloyd, în lucrarea sa Month’s Tour – Turul Lunii – scria:  „Când ne-am apropiat de cascadă, am fost loviți de uimire, ce auzisem despre acest fenomen, mințile noastre nu puteau înțelege ...”
În luna august 1821, în timpul vizitei regelui George al IV-lea în Irlanda, Richard Wingfield, al V-lea viconte de Powerscourt, a plănuit un atentat sinucigaș. Un baraj, în amonte de cascadă, ar fi urmat să fie deschis ori dăramat, în timp ce cei doi s-ar fi aflat undeva mai jos, pe un podeț în apropierea cascadei, puhoiul de apă urmând sa-i spulbere. Însă regele nu a putut părăsi banchetul de la Casa Powerscourt, zădărnicind astfel planurile vicontelui.

## Galerie de imagini

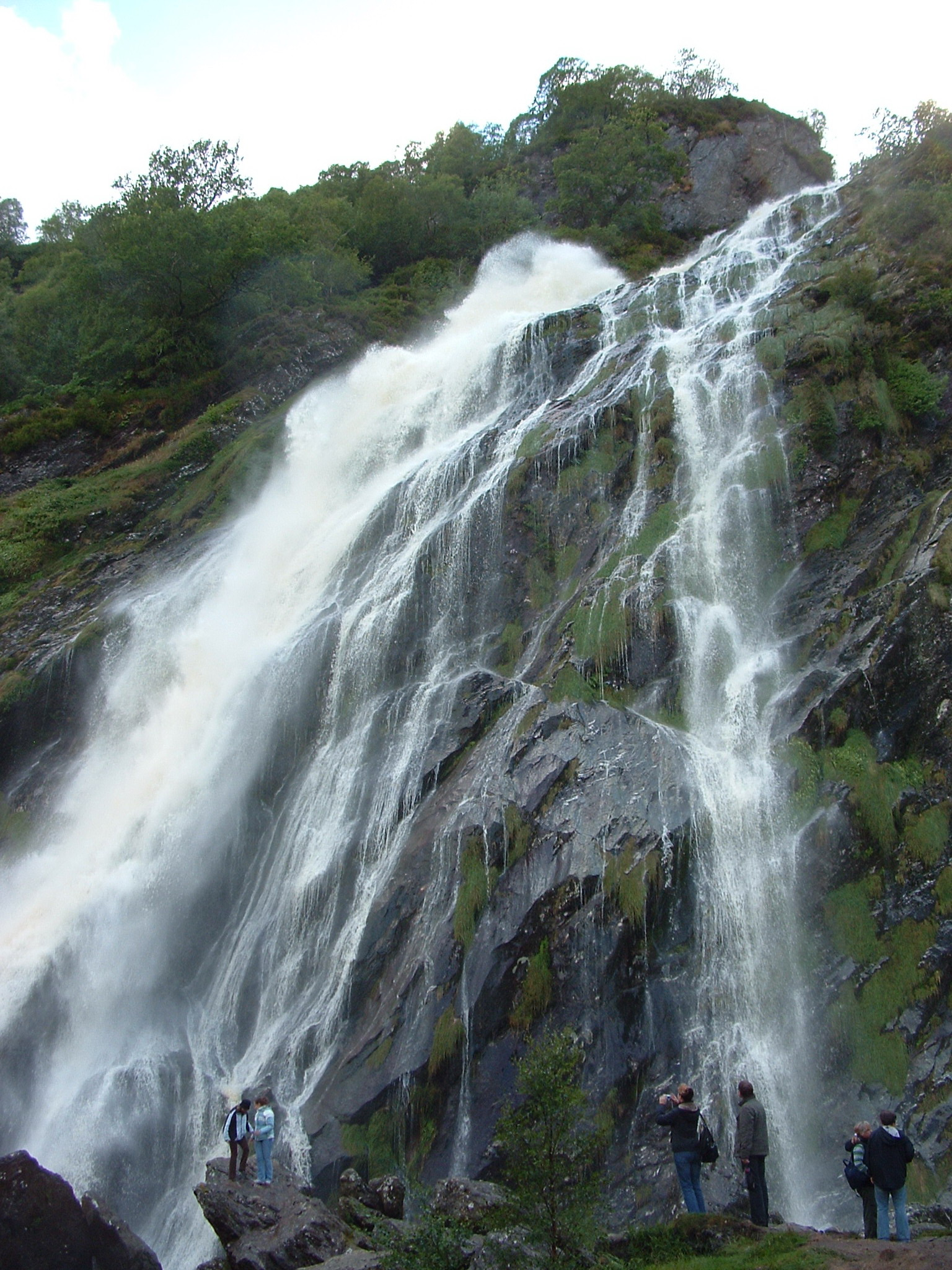
Cascada Powerscourt
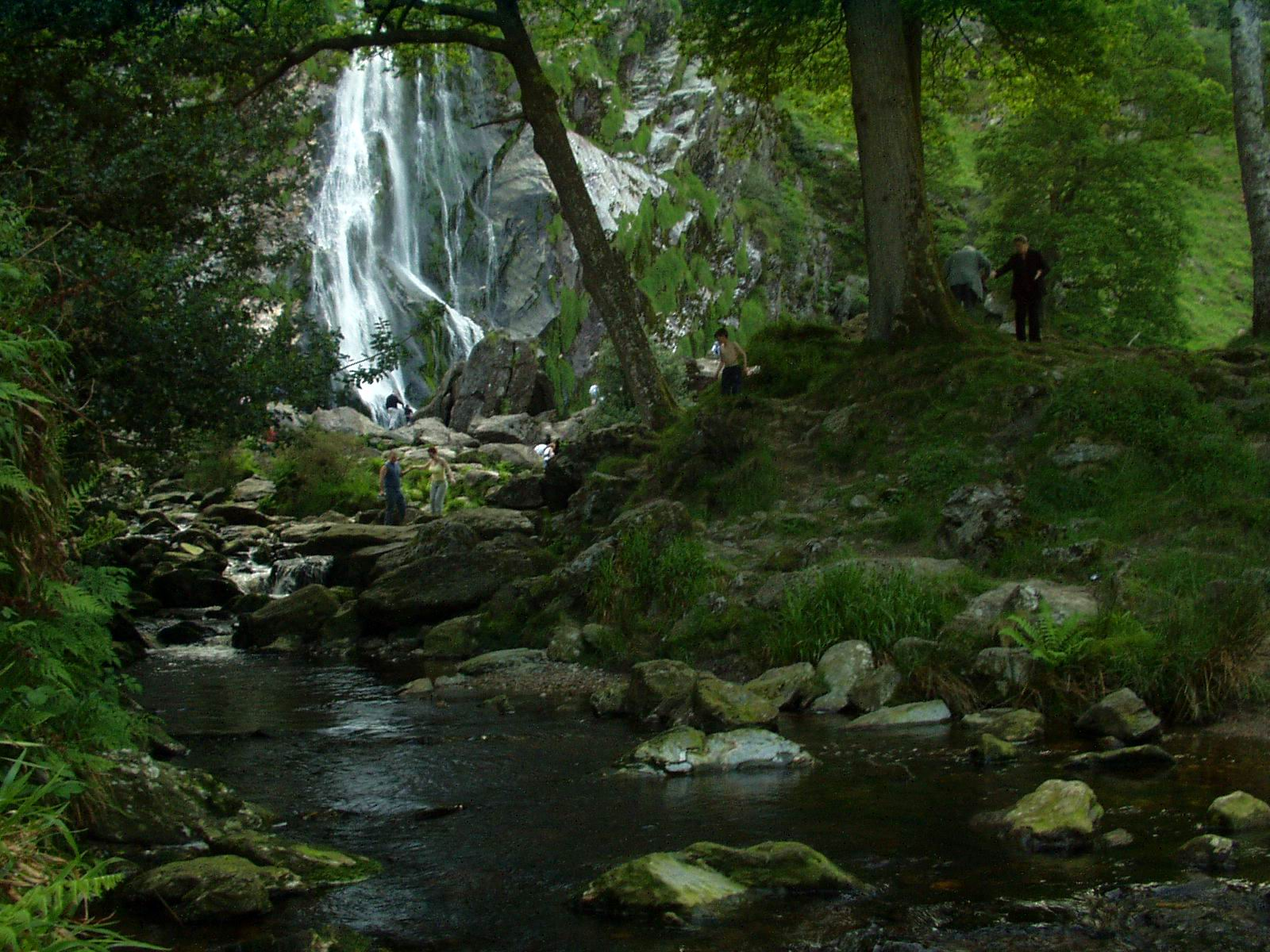
Râul Dragle la Cascadă
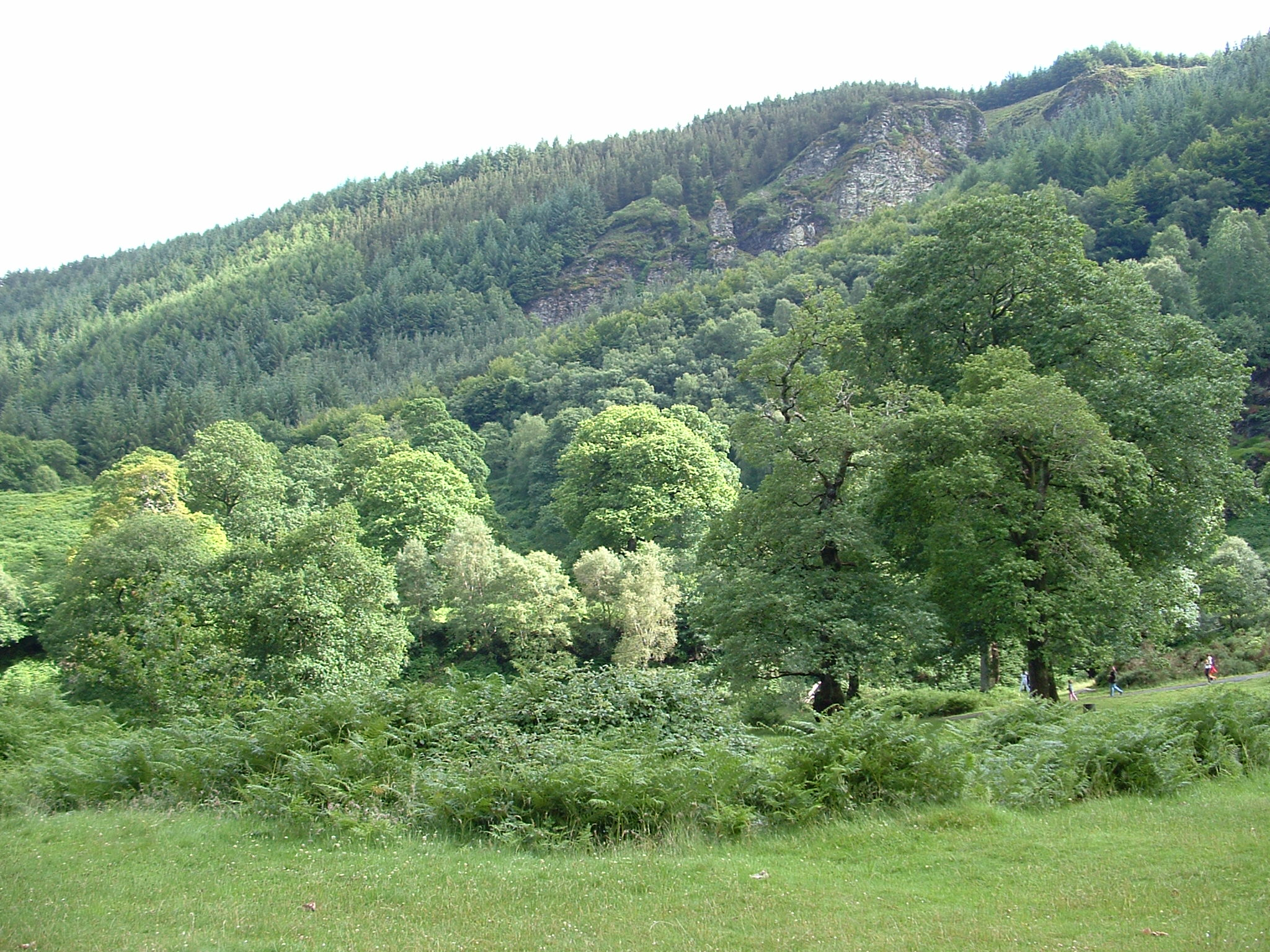
Flora 1
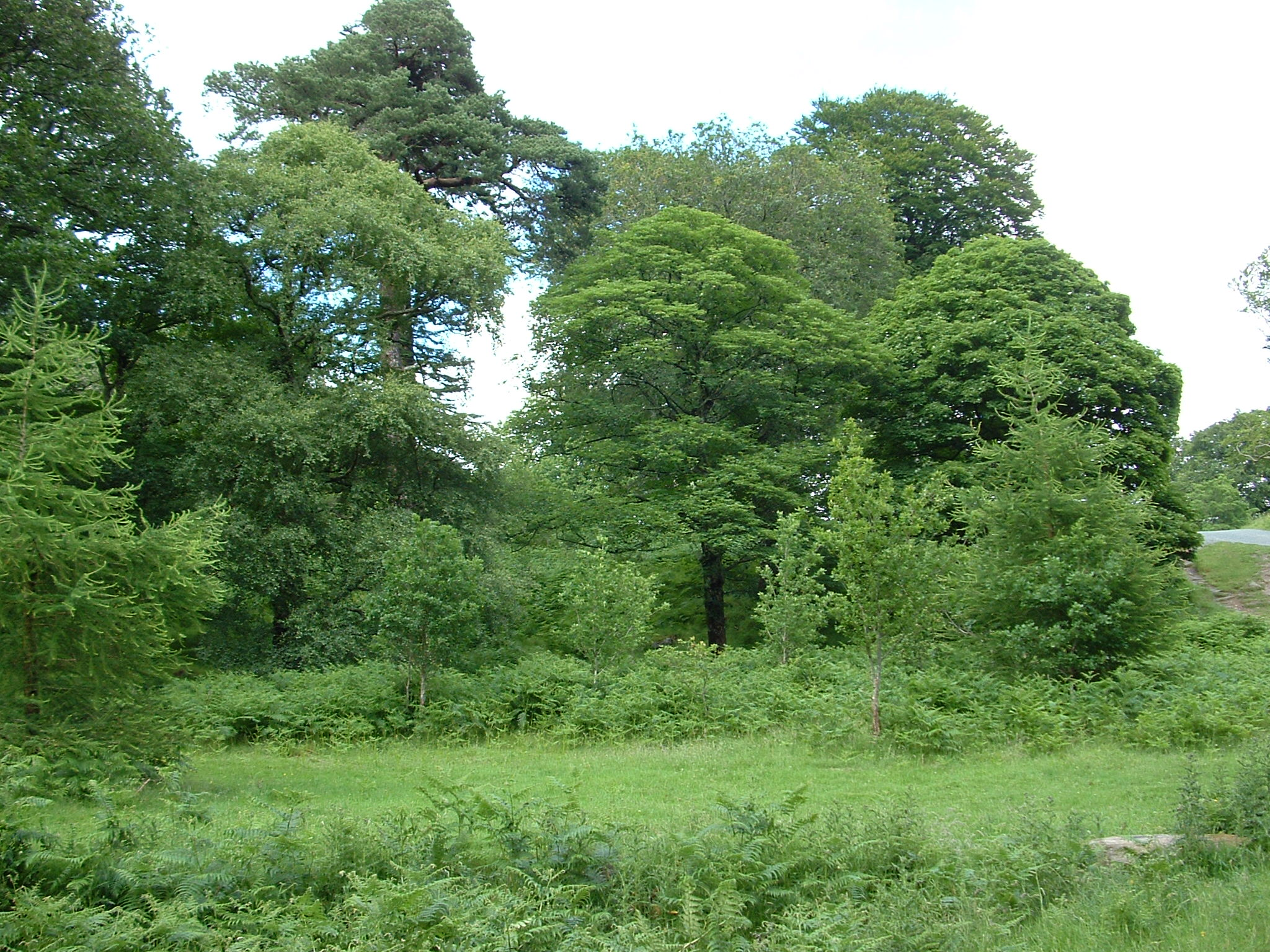
Flora 2
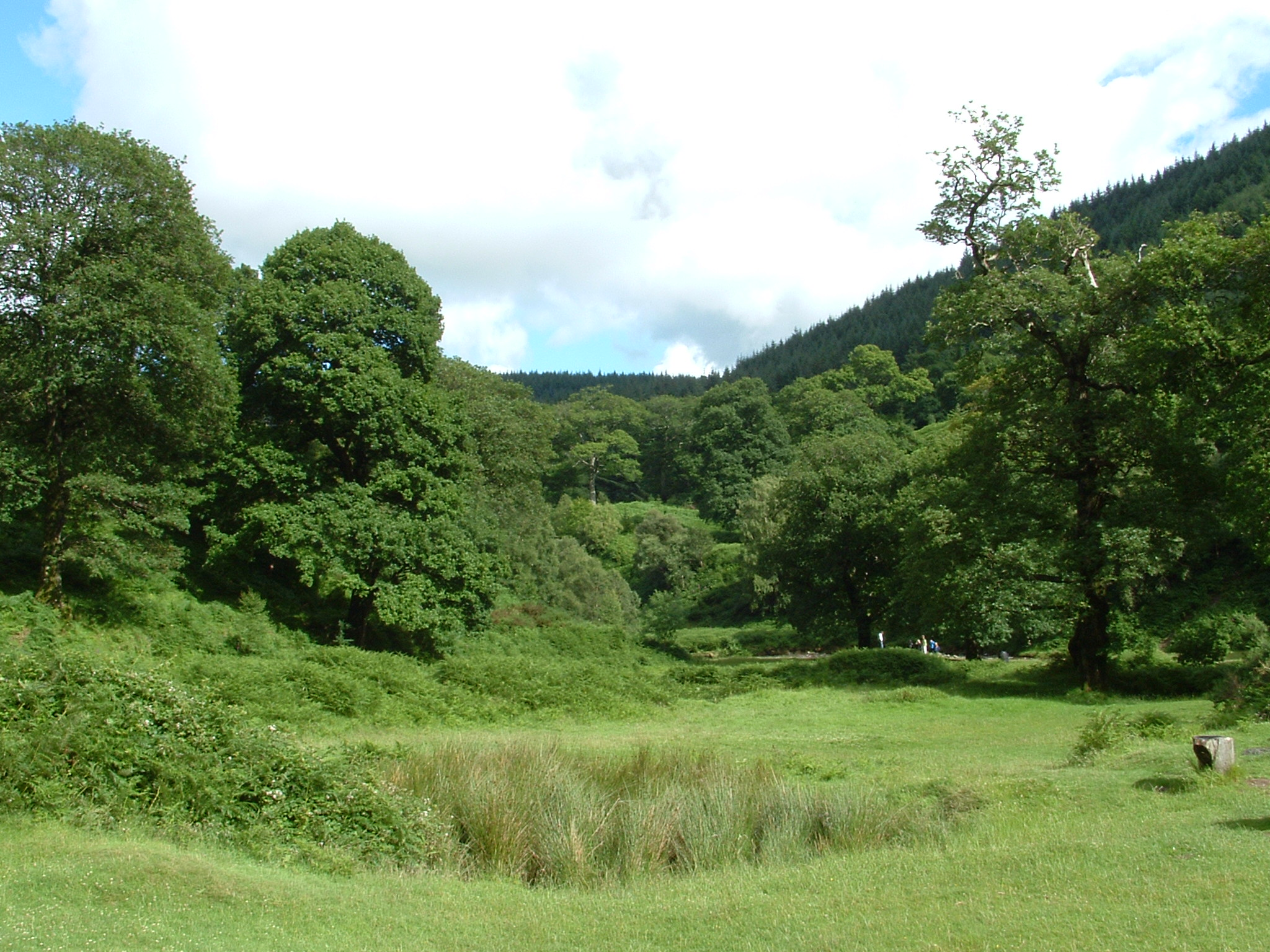
Flora 3